# Hololepida japonica
Hololepida japonica är en ringmaskart som beskrevs av Imajima 1997. Hololepida japonica ingår i släktet Hololepida och familjen Polynoidae. Inga underarter finns listade i Catalogue of Life.